# Nataniel (Troicki)
Nataniel, imię świeckie Nikołaj Zacharowicz Troicki (ur. 18 października?/30 października 1864, zm. 7 kwietnia 1933) – rosyjski biskup prawosławny.

## Życiorys
Był synem kapłana prawosławnego. W 1886 ukończył Dońskie Seminarium Duchowne. W tym samym roku rozpoczął studia w Kijowskiej Akademii Duchownej, które przerwał po pierwszym roku. 17 kwietnia 1888 przyjął święcenia kapłańskie i został proboszczem parafii Opieki Matki Bożej w Anastasjewce. Równocześnie był katechetą w miejscowej szkole parafialnej. W 1893 rozpoczął studia w Kazańskiej Akademii Duchownej, które ukończył w 1897. W czasie nauki, 16 listopada 1896, złożył wieczyste śluby mnisze przed archimandrytą Antonim (Chrapowickim). Po uzyskaniu dyplomu został zatrudniony w Taurydzkim Seminarium Duchownym w Symferopolu, następnie w seminarium w Ołońcu. Od 1902 do 1904 był rektorem seminarium duchownego w Tambowie.
29 lutego 1904 w Ławrze Aleksandra Newskiego w Petersburgu miała miejsce jego chirotonia na biskupa kozłowskiego, wikariusza eparchii tambowskiej. W 1908 został ordynariuszem eparchii ufijskiej i mienzielińskiej. W 1912 przeniesiony na katedrę archangielską i chołmogorską. Uczestniczył w Soborze Lokalnym Rosyjskiego Kościoła Prawosławnego w latach 1917–1918. W 1919 podniesiony do godności arcybiskupiej. Od września 1920 był locum tenens eparchii charkowskiej, zaś od 1921 – jej ordynariuszem. W 1922 aresztowany w Charkowie, spędził cztery miesiące w więzieniu, po czym został zmuszony do wyjazdu do wsi Bolszyje Kotły w obwodzie moskiewskim. W 1924 otrzymał godność metropolity i został zaliczony w skład tymczasowego Świętego Synodu sformowanego przez patriarchę Tichona. W 1927 został locum tenens eparchii woroneskiej, jednak jeszcze w tym samym roku został przeniesiony w stan spoczynku.
Zmarł w 1933 i został pochowany w cerkwi Opieki Matki Bożej w Akułowie. Jego pogrzeb, zgodnie z życzeniem wyrażonym przez niego w testamencie, odbył się według rytu przewidzianego dla osób świeckich.